# Maximilian Schachmann
Maximilian Schachmann (Berlín, 9 de enero de 1994) es un ciclista alemán, miembro del equipo Soudal Quick-Step.

## Palmarés
2015
- 2.º en el Campeonato Mundial Contrarreloj sub-23

2016
- 1 etapa del Giro del Valle de Aosta
- Tour de Alsacia, más 1 etapa
- 2.º en el Campeonato Mundial Contrarreloj sub-23

2018
- 1 etapa de la Volta a Cataluña
- 1 etapa del Giro de Italia[1]
- 3.º en el Campeonato Europeo Contrarreloj
- 1 etapa de la Vuelta a Alemania

2019
- Gran Premio Industria y Artigianato-Larciano
- 1 etapa de la Volta a Cataluña
- 3 etapas de la Vuelta al País Vasco
- Campeonato de Alemania en Ruta

2020
- París-Niza, más 1 etapa

2021
- París-Niza
- Campeonato de Alemania en Ruta

2023
- 3.º en el Campeonato de Alemania Contrarreloj
- 3.º en el Campeonato de Alemania en Ruta
- 1 etapa del Tour de Sibiu

2024
- 2.º en el Campeonato de Alemania Contrarreloj

2025
- 1 etapa de la Vuelta al País Vasco
- Campeonato de Alemania Contrarreloj

## Resultados

### Grandes Vueltas
| Carrera | Carrera         | 2013 | 2014 | 2015 | 2016 | 2017 | 2018 | 2019 | 2020 | 2021 | 2022 | 2023 | 2024 | 2025 |
| ------- | --------------- | ---- | ---- | ---- | ---- | ---- | ---- | ---- | ---- | ---- | ---- | ---- | ---- | ---- |
|         | Giro de Italia  | —    | —    | —    | —    | —    | 31.º | —    | —    | —    | —    | —    | 45.º | —    |
|         | Tour de Francia | —    | —    | —    | —    | —    | —    | Ab.  | 57.º | —    | 45.º | —    | —    | 68.º |
|         | Vuelta a España | —    | —    | —    | —    | —    | —    | —    | —    | Ab.  | —    | —    | —    | —    |

—: no participa

Ab.: abandono

### Vueltas menores
| Carrera | Carrera                | 2013 | 2014 | 2015 | 2016 | 2017 | 2018 | 2019 | 2020 | 2021 | 2022 | 2023 | 2024 | 2025 |
| ------- | ---------------------- | ---- | ---- | ---- | ---- | ---- | ---- | ---- | ---- | ---- | ---- | ---- | ---- | ---- |
|         | Tour Down Under        | —    | —    | —    | —    | —    | —    | —    | —    | X    | X    | 51.º | —    | —    |
|         | París-Niza             | —    | —    | —    | —    | —    | —    | —    | 1.º  | 1.º  | Ab.  | Ab.  | —    | 17.º |
|         | Volta a Cataluña       | —    | —    | —    | —    | 99.º | 68.º | 19.º | X    | —    | —    | —    | —    | —    |
|         | Vuelta al País Vasco   | —    | —    | —    | —    | —    | —    | 10.º | X    | 27.º | —    | —    | 13.º | 3.º  |
|         | Tour de Romandía       | —    | —    | —    | —    | 19.º | —    | —    | X    | —    | 55.º | —    | —    | —    |
|         | Critérium del Dauphiné | —    | —    | —    | —    | —    | —    | —    | —    | —    | —    | —    | —    | 63.º |
|         | Vuelta a Suiza         | —    | —    | —    | —    | —    | —    | —    | X    | —    | 10.º | 14.º | —    | —    |
|         | Tour de Polonia        | —    | —    | —    | —    | Ab.  | —    | 19.º | —    | —    | —    | —    | —    |      |
|         | BinckBank Tour         | —    | —    | —    | —    | —    | 4.º  | —    | —    | —    | X    | —    | 9.º  |      |

—: no participa 

Ab.: abandono 

### Clásicas, Campeonatos y JJ. OO.
| Strade Bianche        | Strade Bianche        | —            | —            | —            | —     | —            | Ab.          | 29.º         | 3.º          | —    | —   | —    | —     | —    |    |    |
|                       | Milán-San Remo        | —            | —            | —            | —     | —            | —            | —            | —            | 14.º | —   | —    | —     | 33.º |    |    |
|                       | Tour de Flandes       | —            | —            | —            | —     | —            | —            | —            | 98.º         | —    | —   | —    | —     | —    |    |    |
|                       | París-Roubaix         | —            | —            | —            | —     | —            | —            | —            | X            | 77.º | —   | —    | —     | —    |    |    |
| Amstel Gold Race      | Amstel Gold Race      | —            | —            | —            | —     | 105.º        | —            | 5.º          | X            | 3.º  | —   | —    | 106.º | 53.º |    |    |
| Flecha Valona         | Flecha Valona         | —            | —            | —            | —     | 115.º        | 8.º          | 5.º          | —            | 10.º | —   | —    | —     | —    |    |    |
|                       | Lieja-Bastoña-Lieja   | —            | —            | —            | —     | —            | 35.º         | 3.º          | Ab.          | 9.º  | —   | —    | —     | 92.º |    |    |
| Clásica San Sebastián | Clásica San Sebastián | —            | —            | —            | —     | —            | —            | —            | X            | —    | Ab. | 74.º | —     |      |    |    |
| Cyclassics Hamburg    | Cyclassics Hamburg    | —            | —            | —            | —     | —            | —            | —            | X            | X    | —   | 92.º | 47.º  |      |    |    |
| Bretagne Classic      | Bretagne Classic      | —            | —            | —            | —     | —            | —            | —            | —            | —    | —   | —    | 40.º  |      |    |    |
|                       | Giro de Lombardía     | —            | —            | —            | —     | —            | —            | 73.º         | 7.º          | —    | —   | —    | —     |      |    |    |
| JJ. OO. (Ruta)        | JJ. OO. (Ruta)        | No disputado | No disputado | No disputado | —     | No disputado | No disputado | No disputado | No disputado | 10.º | ND  | ND   | 28.º  | ND   | ND | ND |
| JJ. OO. (CRI)         | JJ. OO. (CRI)         | No disputado | No disputado | No disputado | —     | No disputado | No disputado | No disputado | No disputado | 15.º | ND  | ND   | 9.º   | ND   | ND | ND |
| Mundial en Ruta       | Mundial en Ruta       | —            | —            | —            | —     | —            | Ab.          | —            | 9.º          | Ab.  | —   | —    | Ab.   |      |    |    |
| Mundial Contrarreloj  | Mundial Contrarreloj  | —            | —            | —            | —     | —            | 11.º         | —            | —            | ―    | ―   | —    | 23.º  |      |    |    |
| Alemania en Ruta      | Alemania en Ruta      | —            | 89.º         | —            | 124.º | 5.º          | 26.º         | 1.º          | —            | 1.º  | —   | 3.º  | 10.º  | 11.º |    |    |
| Alemania Contrarreloj | Alemania Contrarreloj | —            | —            | —            | —     | 4.º          | 4.º          | —            | X            | —    | —   | 3.º  | 2.º   | 1.º  |    |    |

—: No participa 

Ab.: Abandona 

X: No se disputó

## Equipos
- Thüringer Energie (2013)
- Giant-Shimano Development (2014)
- Klein Constantia (2015-2016)
  - AWT-GreenWay (2015)
  - Klein Constantia (2016)
- Quick-Step Floors (2017-2018)
- Bora-Hansgrohe (2019-2024)
  - Bora-Hansgrohe (2019-2024)[2]
  - Red Bull-BORA-hansgrohe (2024)[3]
- Soudal Quick-Step (2025-)